# Anatolij Bułakow
Anatolij Nikołajewicz Bułakow (ros. Анатолий Николаевич Булаков; ur. 3 lutego 1930 w Moskwie, zm. 19 września 1994 w Moskwie) – radziecki bokser, brązowy medalista igrzysk olimpijskich w Helsinkach oraz mistrzostw Europy w Warszawie, a także mistrz ZSRR w latach 1949-1954 w wadze muszej. W czasie swojej kariery zwyciężył w 126 spośród 130 walk.